# Carl Edvard Rotwitt

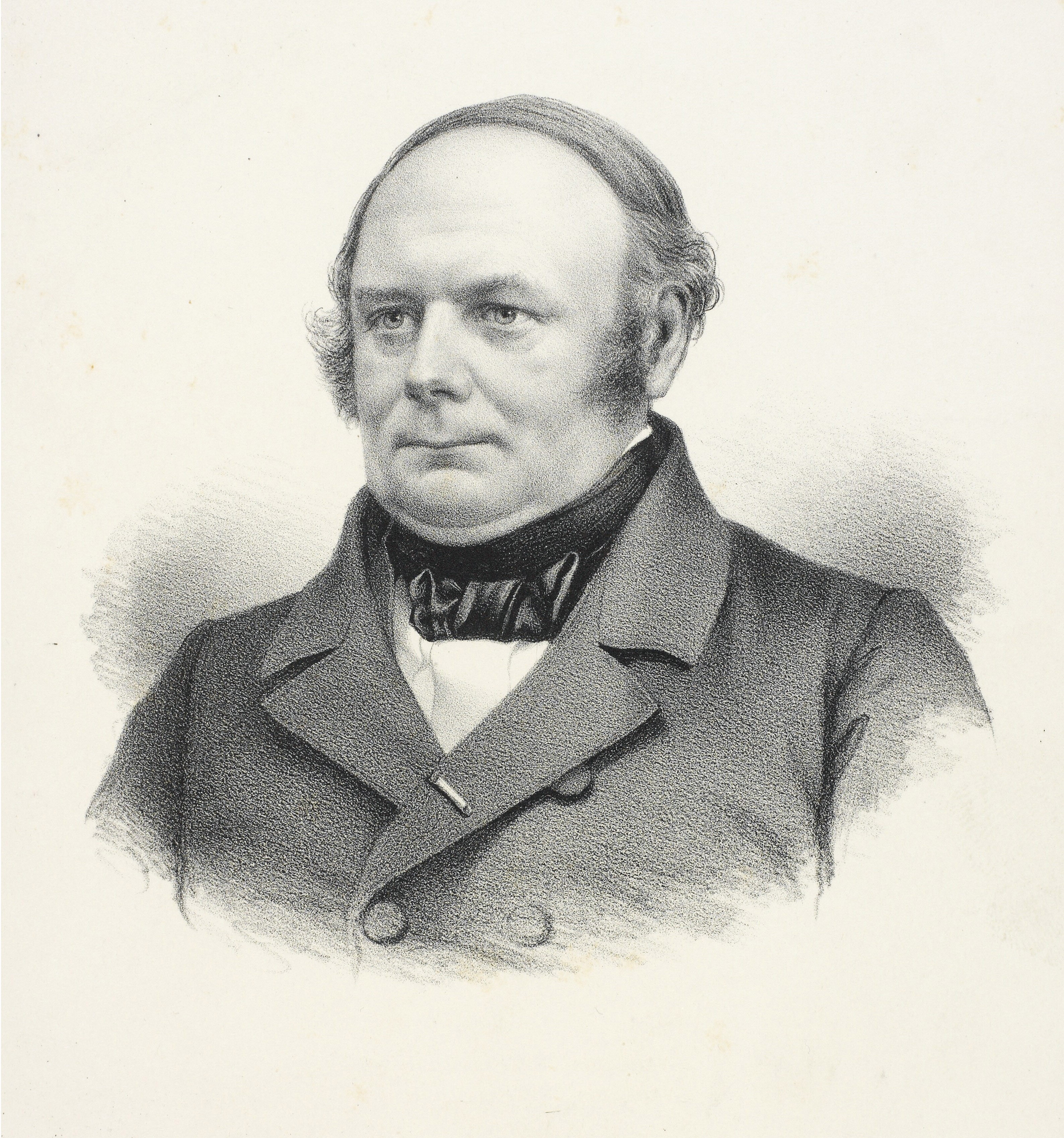
Carl Edvard Rotwitt.

Carl Edvard Rotwitt (Hillerød, 18 maart 1812 - Kopenhagen, 8 februari 1860) was een Deens politicus en eerste minister.

## Levensloop
Carl Edvard Rotwitt studeerde rechten en voltooide die studie in 1834, na het afleggen van het staatsexamen. Hij werd actief als advocaat en was vanaf 1836 aanklager in Thisted. In 1842 werd hij als advocaat toegelaten bij het Deense Hooggerechtshof.
Zijn politieke loopbaan begon in 1849, toen hij werd verkozen in de Folketing, waar hij zich aansloot bij de in 1846 opgerichte Vereniging van Boerenvrienden. Op 13 juni 1853 werd hij verkozen tot voorzitter van de Folketing, wat hij bleef tot en met 2 december 1859. In 1855 werd hij daarenboven gouverneur van de provincie Frederiksborg, waarin ook het kasteel Frederiksborg lag, de belangrijkste residentie van koning Frederik VII van Denemarken en diens derde echtgenote, gravin Danner.
Op 2 december 1859 volgde Rotwitt Carl Christian Hall op als voorzitter van de ministerraad, een ambt dat hij combineerde met dat van minister van Justitie. Hij bleef in functie tot 8 februari 1860, toen hij plotseling stierf aan een beroerte. Het einde van zijn kabinet betekende ook het einde van de aanzienlijke invloed van gravin Danner op de Deense politiek.